# 15. ročník udílení Critics' Choice Movie Awards
15. ročník udílení Critics' Choice Movie Awards se konal 15. ledna 2010 v Hollywood Palladium. Ceremoniál moderovala herečka Kristin Chenoweth a vysílala ho stanice VH1.

## Vítězové a nominovaní

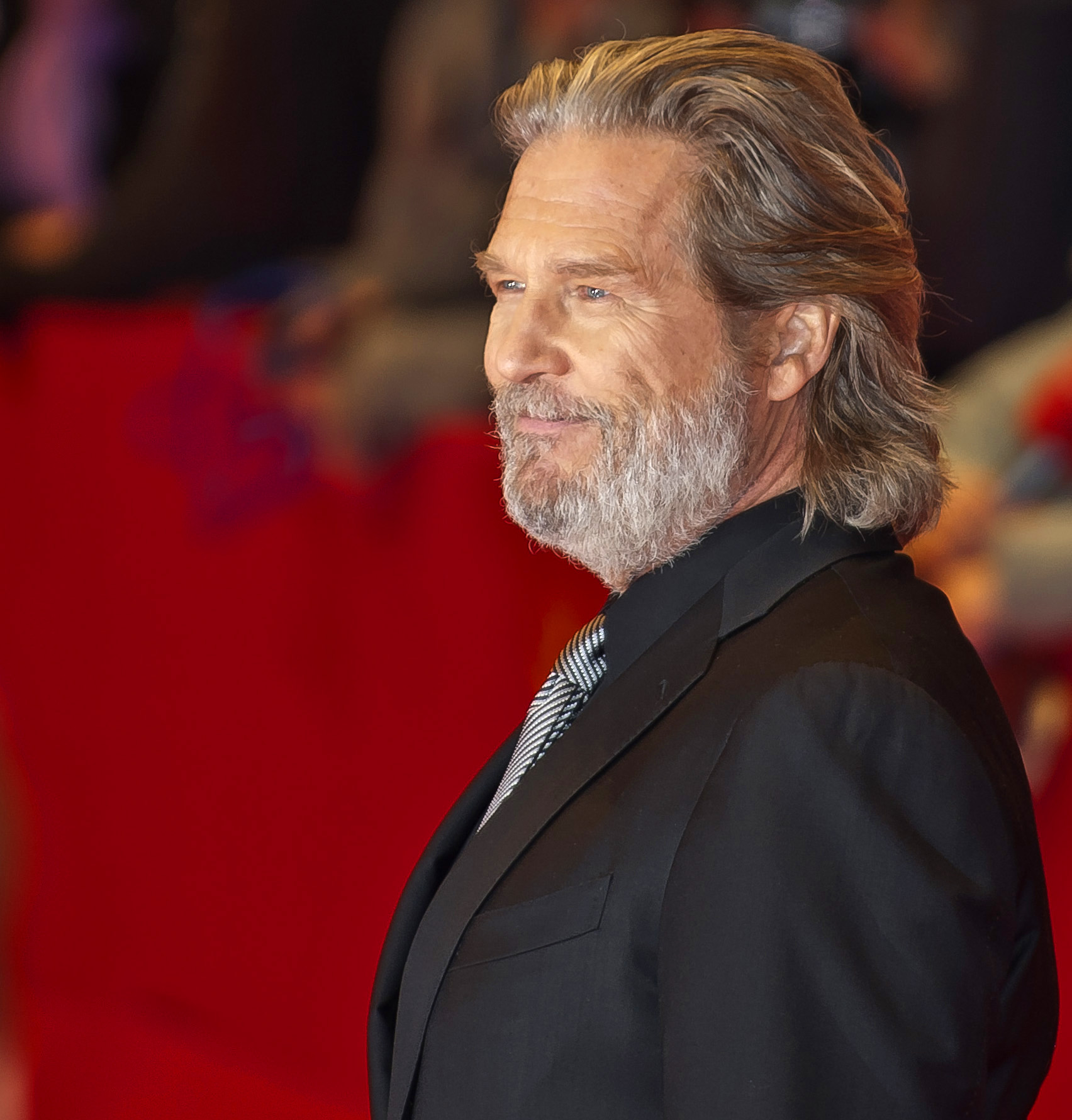
Jeff Bridges, vítěz v kategorii nejlepší mužský herecký výkon v hlavní roli

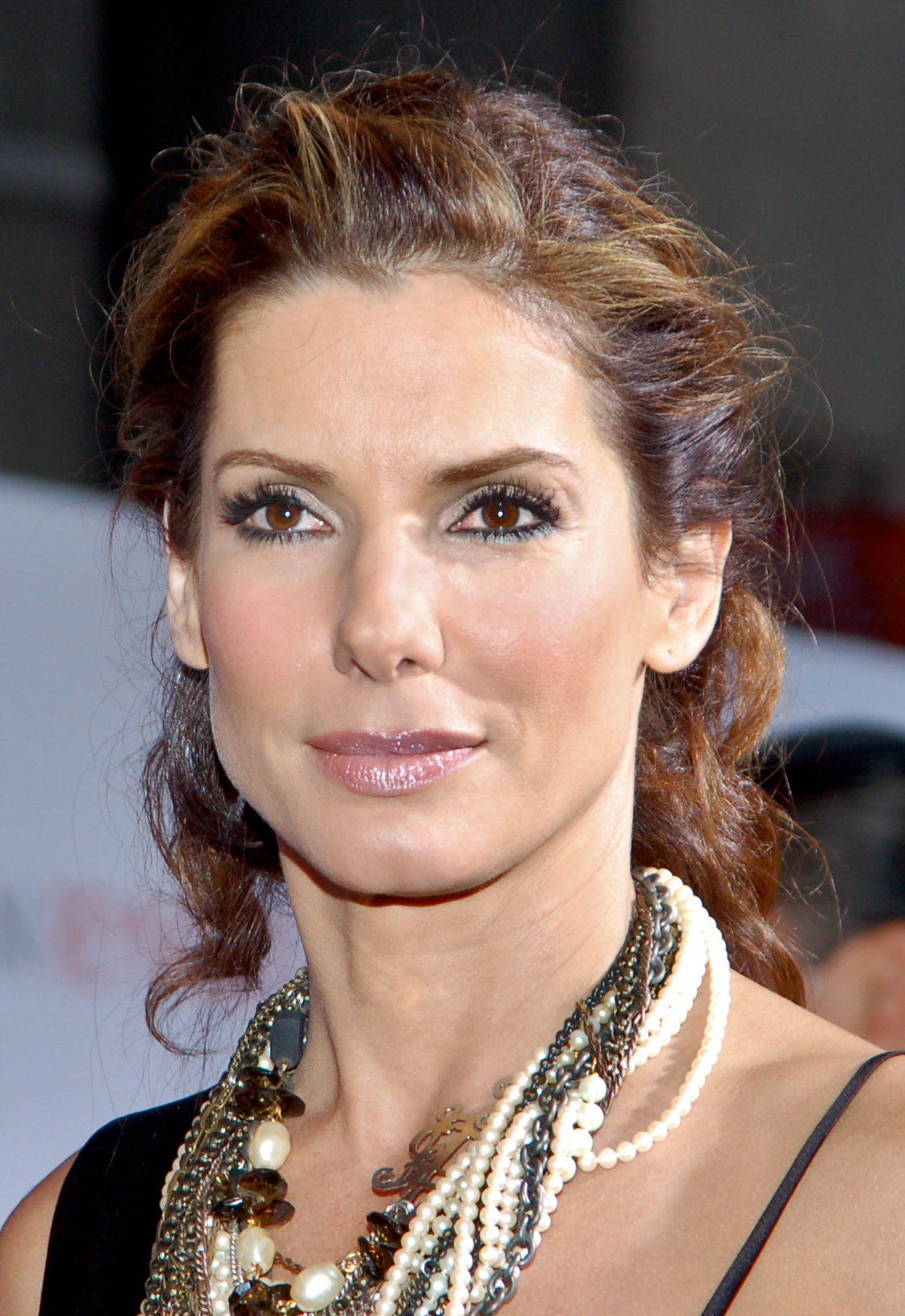
Sandra Bullock, vítězka v kategorii nejlepší ženský herecký výkon v hlavní roli

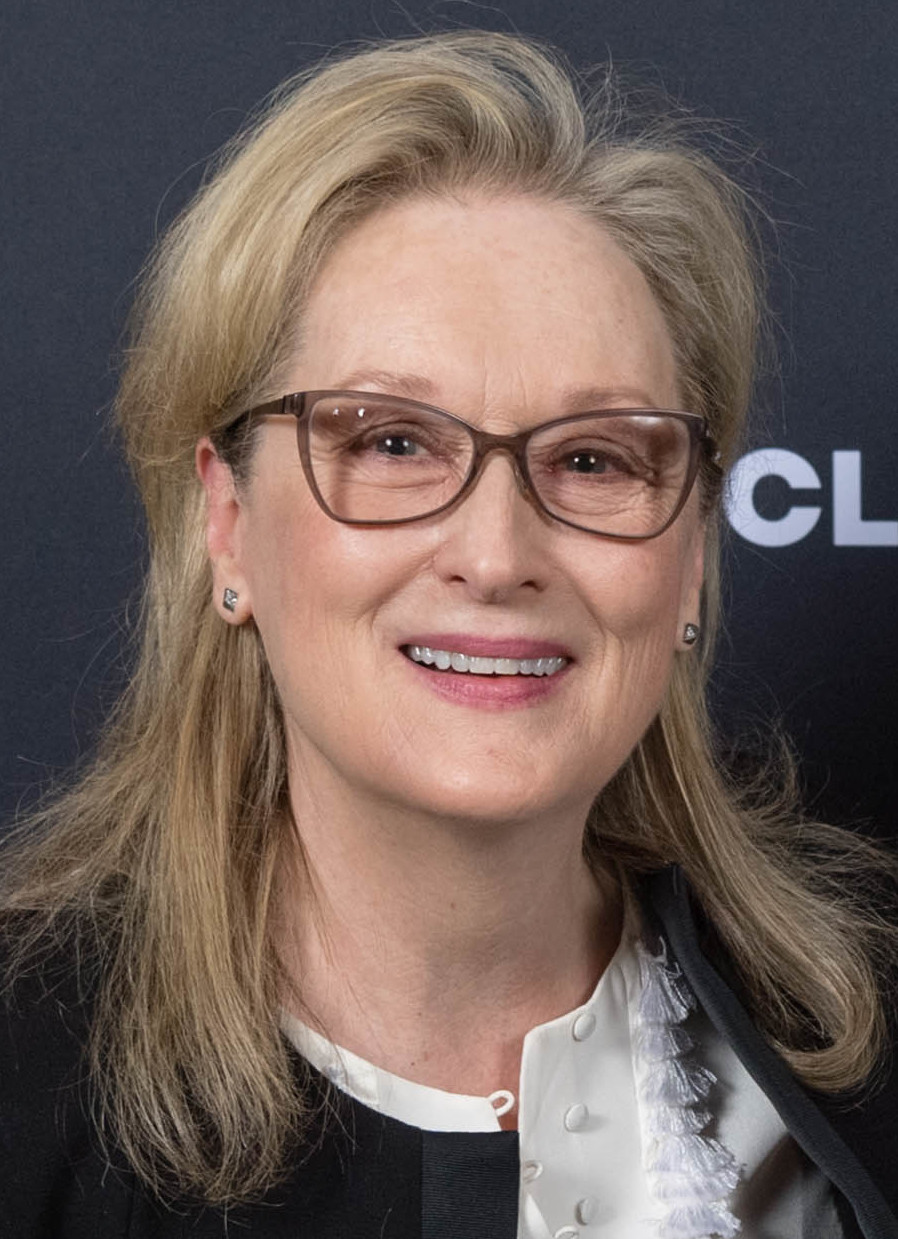
Meryl Streep, vítězka v kategorii nejlepší ženský herecký výkon v hlavní roli

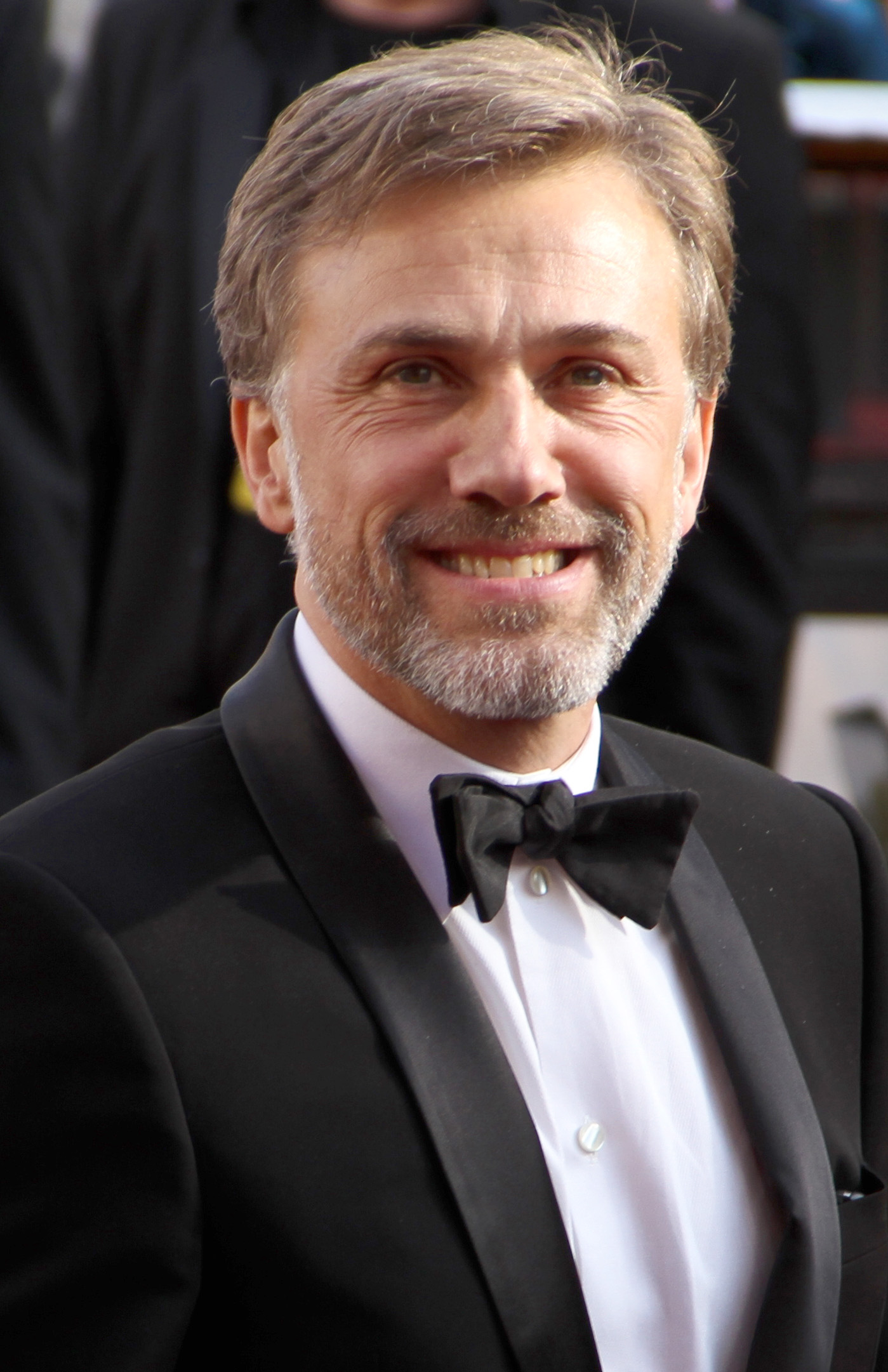
Christoph Waltz, vítěz v kategorii nejlepší mužský herecký výkon ve vedlejší roli

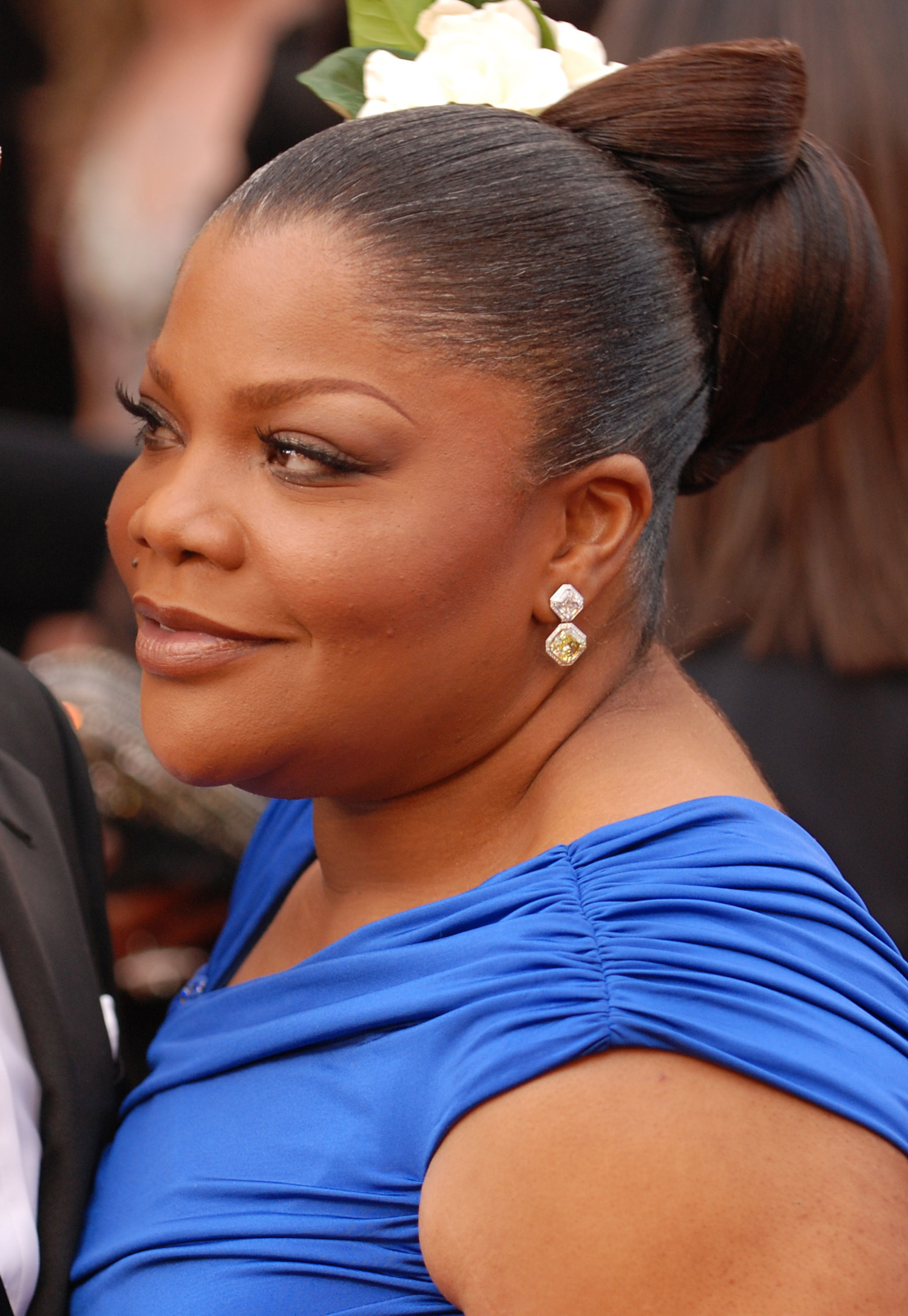
Mo'Nique, vítězka v kategorii nejlepší ženský herecký výkon ve vedlejší roli

Tučně zvýrazněni jsou označeni vítězové.
| Nejlepší film | Nejlepší režisér | Nejlepší herec |
| --- | --- | --- |
| Smrt čeká všude - Avatar - Škola života - Hanebný pancharti - Invictus: Neporažený - Nine - Precious - Seriózní muž - Lítám v tom | Kathryn Bigelowová – Smrt čeká všude - James Cameron – Avatar - Lee Daniels – Precious - Clint Eastwood – Invictus: Nepořažený - Jason Reitman – Lítám v tom - Quentin Tarantino – Hanebný pancharti                                                                                       | Jeff Bridges – Crazy Heart - George Clooney – Lítám v tom - Colin Firth – Single Man - Morgan Freeman – Invictus: Neporažený - Viggo Mortensen – Cesta - Jeremy Renner – Smrt čeká všude                                            |
| Nejlepší herečka | Nejlepší herec ve vedlejší roli | Nejlepší herečka ve vedlejší roli |
| Sandra Bullock – Zrození šampióna a Meryl Streepová – Julie a Julia (remíza) - Emily Bluntová – Královna Viktorie - Carey Mulligan – Škola života - Saoirse Ronanová – Pevné pouto - Gabourey Sidibe – Precious                                    | Christoph Waltz – Hanebný pancharti - Matt Damon – Invictus: Neporažený - Woody Harrelson – The Messenger - Christian McKay – Já a Orson Welles - Alfred Molina – Škola života - Stanley Tucci – Pevné pouto                                                                               | Mo'Nique – Precious - Marion Cotillard – Nine - Vera Farmiga – Lítám v tom - Anna Kendrick – Lítám v tom - Julianne Moore – Single Man - Samantha Morton – The Messenger                                                            |
| Nejlepší mladý herec/herečka | Nejlepší filmové obsazení | Nejlepší původní scénář |
| Saoirse Ronanová – Pevné pouto - Jae Head – Zrození šampióna - Bailee Madison – Bratři - Max Records – Max a maxipříšerky - Kodi Smit-McPhee – Cesta                                                                                               | Hanebný pancharti - Nine - Precious - Star Trek - Lítám v tom | Hanebný pancharti – Quentin Tarantino - Smrt čeká všude – Mark Boal - Seriózní muž – Joel Coen a Ethan Coen - 500 dní se Summer – Scott Neustadter, Michael H. Weber - Vzhůru do oblak – Bob Peterson, Pete Docter, Thomas McCarthy |
| Nejlepší adaptovaný scénář | Nejlepší animovaný film | Nejlepší zvuk |
| Lítám v tom – Jason Reitman, Sheldon Turner - Fantastický pan Lišák – Wes Anderson, Noah Baumbach - District 9 – Neill Blomkamp, Terri Tatchell - Precious – Geoffrey Fletcher - Single man – Tom Ford, David Scearce - Škola života – Nick Hornby | Vzhůru do oblak - Zataženo, občas trakaře - Koralína a svět za tajemnými dveřmi - Fantastický pan Lišák - Princezna a žabák | Avatar - District 9 - Smrt čeká všude - Nine - Star Trek |
| Nejlepší dokument | Nejlepší cizojazyčný film | Nejlepší film vytvořený pro televizy |
| Zátoka - Anvil! The Story of Anvil - O kapitalismu s láskou - Potraviny, a.s. - Michael Jackson's This Is It | Rozervaná objetí (Španělsko) - Coco Chanel (Francie) - Krvavé pobřeží (Čína) - Bílá stuha (Německo, Rakousko, Francie, Itálie) - Without Name (Mexiko, Spojené státy americké) | Grey Gardens - Zlaté ruce: Příběh Bena Carsona - V srdci bouře: Churchill ve válce - Poslední cesta |
| Nejlepší návrh kostýmů | Nejlepší masky | Nejlepší vizuální efekty |
| Královna Viktorie – Sandy Powell - Nine – Colleen Atwood - Jasná hvězda – Janet Patterson - Hanebný pancharti – Anna B. SHeppard - Max a maxipříšerky – Casey Storm                                                                                | District 9 - Avatar - Nine - Cesta - Star Trek | Avatar – Rick Carter, Robert Stromberg - Single Man – Dan Bishop - Nine – John Myhre, Gordon Sim - Pevné pouto – Naomi Shohan, George DeTitta, Jr - Hanebný pancharti – David Wasco, Sandy Reynolds Wasco                           |
| Nejlepší skladatel | Nejlepší písnička | Nejlepší kamera |
| Vzhůru do oblak – Michael Giacchino - Informátor! – Marvin Hamlisch - Princezna a žabák – Randy Newman - Max a maxipříšerky – Karen O a Carter Burwell - Sherlock Holmes – Hans Zimmer                                                             | „The Weary Kind“ – Ryan Bingham, T-Bone Burnett – Crazy Heart - „All Is Love“ – Karen O, Nick Zinner – Max a maxipříšerky - „Almost There“ – Randy Newman – Princezna a žabák - „Cinema Italiano“ – Maury Yeston – Nine - „(I Want to) Come Home“ – Paul McCartney – Všichni jsou v pohodě | Avatar – Mauro Fiore - Smrt čeká všude – Barry Ackroyd - Nine – Dion Beebe - Pevné pouto – Andrew Lesnie - Hanebný pancharti – Robert Richardson                                                                                    |
| Nejlepší střih | | |
| Avatar – Stephen E. Rivkin, John Refoua a James Cameron - Lítám v tom – Dana E. Glauberman - Hanebný pancharti – Sally Menke - Nine – Claire Simpson a Wyatt Smith - Smrt čeká všude – Bob Murawski a Chris Innis                                  | | |

### Ocenění Joela Siegela
Kevin Bacon